# Chenghua (Chengdu)
 Chenghua (en chino, 成华; pinyin, Chénghuá, léase Cheng-Jua) es un distrito urbano bajo la administración directa de la Subprovincia de Chengdu, capital provincial de Sichuan. El distrito yace en una llanura con una altitud promedio de 500 m s. n. m., ubicada a 5 km al norte del centro financiero de la ciudad, formando parte del núcleo de Chengdu. Su área total es de 108 km² y su población total para 2014 superó los 940 mil habitantes.

## Administración
Desde julio de 2023, el  Distrito Chenghua se divide en 11 pueblos administrados en subdistritos.